# The Jicks
The Jicks sono un gruppo rock statunitense formatosi nel 2001 e sono il gruppo che accompagna le sperimentazioni musicali di Stephen Malkmus, ex leader dei Pavement.

## Formazione
- Stephen Malkmus - voce
- Joanna Bolme - basso
- John Kenneth Moen - batteria
- Mike Clark - chitarra - tastiere

## Discografia

### Album
- 2001 - Stephen Malkmus
- 2003 - Pig Lib
- 2005 - Face the Truth
- 2008 - Real Emotional Trash
- 2011 - Mirror Traffic
- 2014 - Wig Out at Jagbags